# Saint-Laurent-en-Brionnais
Saint-Laurent-en-Brionnais település Franciaországban, Saône-et-Loire megyében. Lakosainak száma 325 fő (2022. január 1.). Saint-Laurent-en-Brionnais Vareilles, Baudemont, La Chapelle-sous-Dun, Chassigny-sous-Dun, Saint-Maurice-lès-Châteauneuf és Vauban községekkel határos.

## Népesség
A település népessége az elmúlt években az alábbi módon változott:
| Lakosok száma | 343  | 332  | 339  | 326  | 325  | 323  | 322  | 323  | 325  |
|               | 2013 | 2015 | 2016 | 2017 | 2018 | 2019 | 2020 | 2021 | 2022 |